# 하야시 가나에
하야시 가나에(일본어: 林 香奈絵, 1994년 2월 27일 ~ )는 일본의 여자 축구 선수이다.

## 국가대표팀 경력
그녀는 2022년 EAFF E-1 풋볼 챔피언십에 참가할 일본 국가대표팀에 발탁되었으며, 7월 23일 중화 타이베이와의 경기에서 데뷔했다. E-1 풋볼 챔피언십 우승.

## 통계
| 일본 | 일본 | 일본 |
| 연도 | 출전 | 득점 |
| ---- | ---- | ---- |
| 2022 | 1    | 0    |
| 통산 | 1    | 0    |